# M4 motorway (Irland)

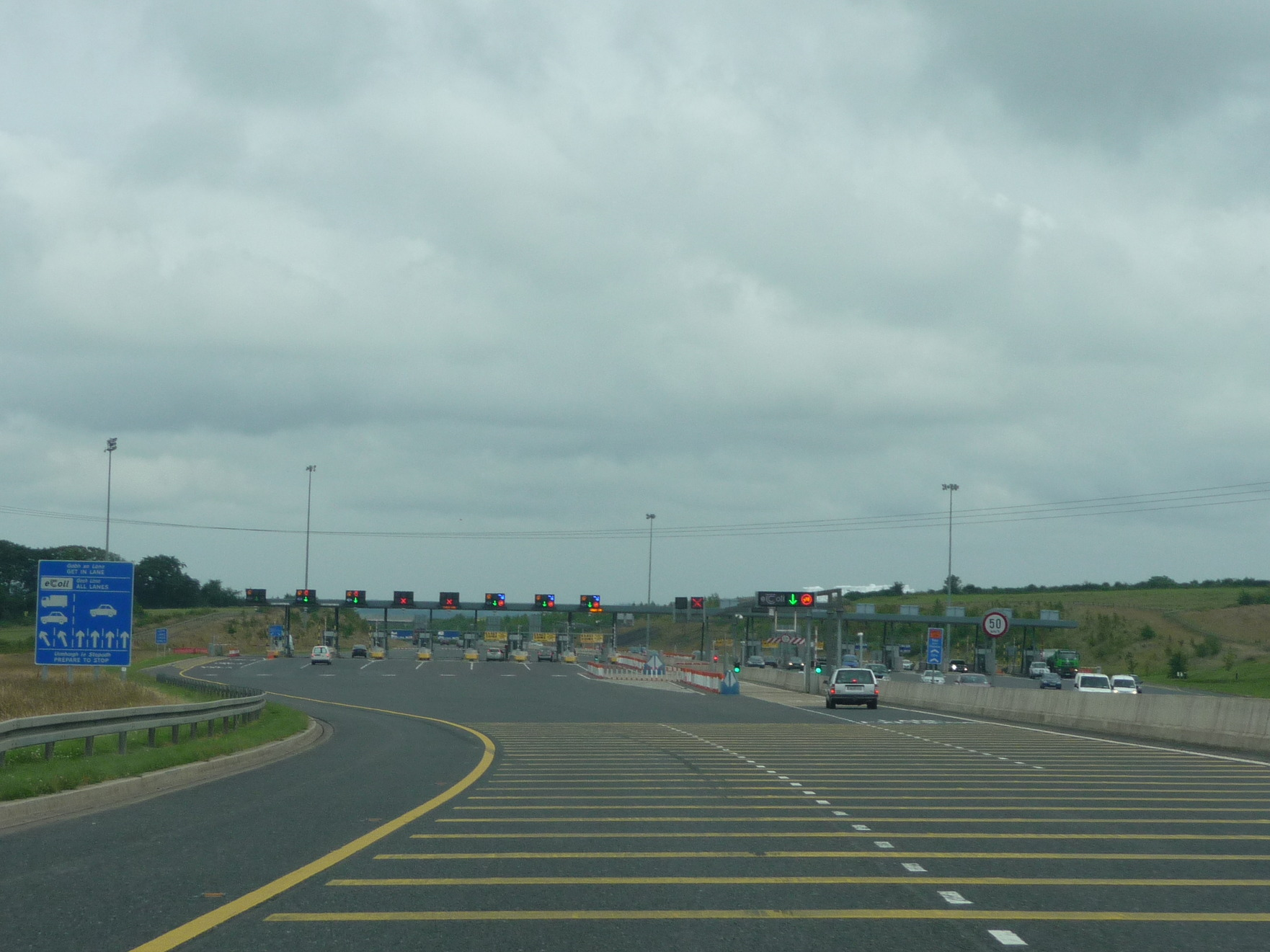
Mautstelle (“Toll Plaza”) an der M4

Der M4 motorway (englisch für „Autobahn M4“, irisch Mótarbhealach M4) ist eine 44,8 km lange, abschnittsweise mautpflichtige hochrangige Straßenverbindung in der Republik Irland, die vom Dubliner Autobahnring M50 motorway über ein 5,6 km langes Verbindungsstück der Nationalstraße N4 nach Westnordwesten nach Kinnegad und weiter als N4 über Longford und Carrick-on-Shannon nach Sligo führt. Bei Kinnegad verzweigt sie sich mit dem M6 motorway, der über Athlone die Stadt Galway erreicht.
Der weitere Ausbau Richtung Sligo bis Mullingar North ist geplant.